# پروفیل ریل

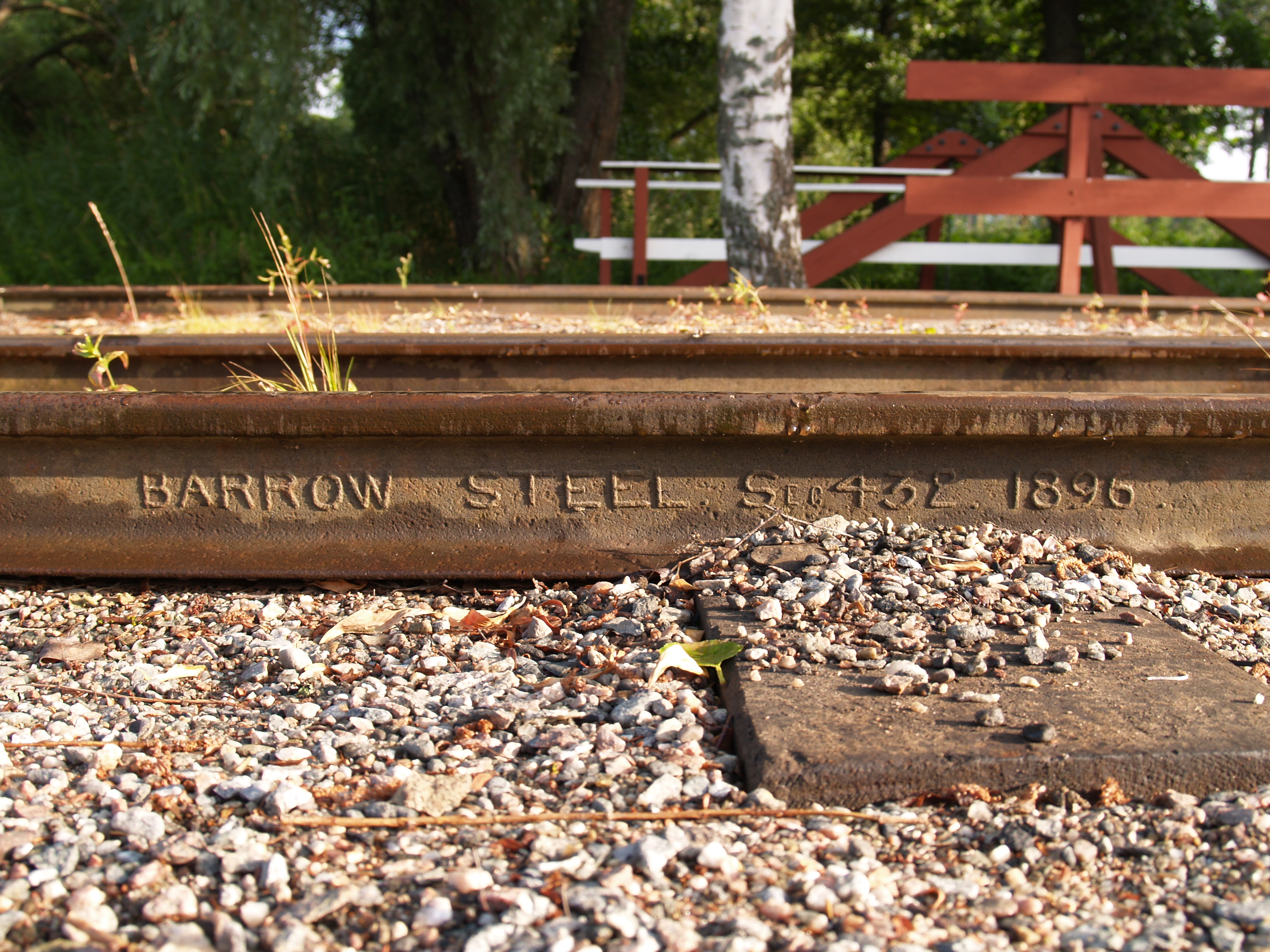
ریل از سال ۱۸۹۶ که نام و مشخصات سازنده را نشان می‌دهد که در طول نورد روی شبکه ریل شکل گرفته‌است.

مقاطع ریل ته تخت که می‌تواند مستقیماً روی تراورس‌ها قرار گیرد و ریل‌های سر گاو که روی صندلی‌ها قرار می‌گیرند (نمایش داده نشده‌است).

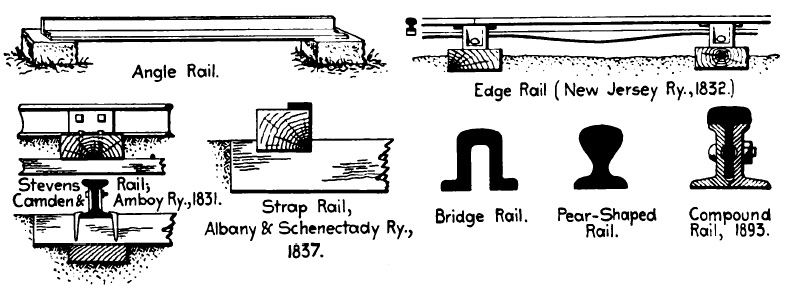
ریل‌های اولیه در ایالات متحده

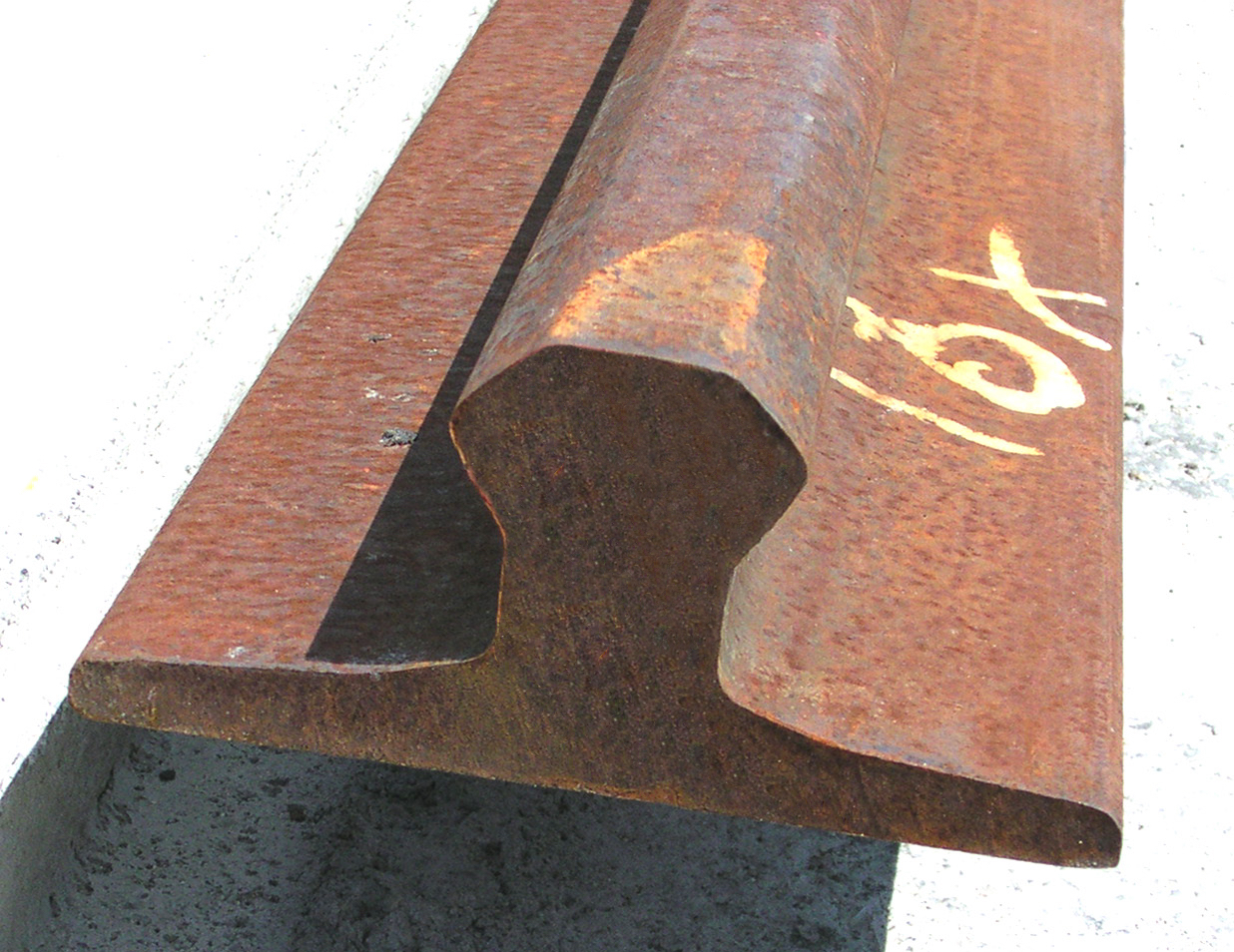
بخش راه‌آهن ترانسلوهر (در طول نصب کلرمون-فران در سال ۲۰۰۶)

پروفیل ریل شکل مقطع ریل راه‌آهن، عمود بر طول آن است.
ریل‌های اولیه از چوب، چدن یا فرفورژه ساخته می‌شدند. همه ریل‌های مدرن از فولاد نورد گرم با سطح مقطع (پروفایل) تقریبی به تیر I شکل، اما نامتقارن در مورد یک محور افقی هستند (البته ریل شیاردار را در زیر ببینید). سر برای مقاومت در برابر سایش و سواری خوب پروفیل شده‌است و کف ریل مطابق با سیستم ثابت پروفیل شده‌است.
برخلاف دیگر مصارف دیگر آهن و فولاد، ریل‌های راه‌آهن تحت تنش‌های بسیار بالایی قرار دارند و از فولاد بسیار مرغوب ساخته می‌شوند. بهبود کیفیت مواد، از جمله تغییر از آهن به فولاد، چندین دهه طول کشید. نقص‌های جزئی در فولاد که ممکن است در کاربردهای دیگر مشکلی ایجاد نکند ولی می‌تواند منجر به شکستگی ریل و خروج خطرناک از ریل در هنگام استفاده در خطوط راه‌آهن شود.
در نهایت، هر چه ریل‌ها سنگین تر باشند، قطارهایی که این ریل‌ها می‌توانند تحمل کنند، سنگین تر و سریع تر خواهند بود.
ریل‌ها بخش قابل توجهی از هزینه یک خط راه‌آهن را نشان می‌دهند. تنها تعداد کمی از اندازه‌های ریل توسط کارخانه‌های فولادسازی در یک زمان ساخته می‌شوند، بنابراین برای یک خط راه‌آهن باید نزدیک‌ترین اندازه مناسب را انتخاب شود. ریل فرسوده و سنگین از یک خط اصلی اغلب برای استفاده مجدد در خط فرعی، سایدینگ یا ایستگاه پخش ریلی بازیابی و کاهش می‌یابد.

## وزن و اندازه ریل

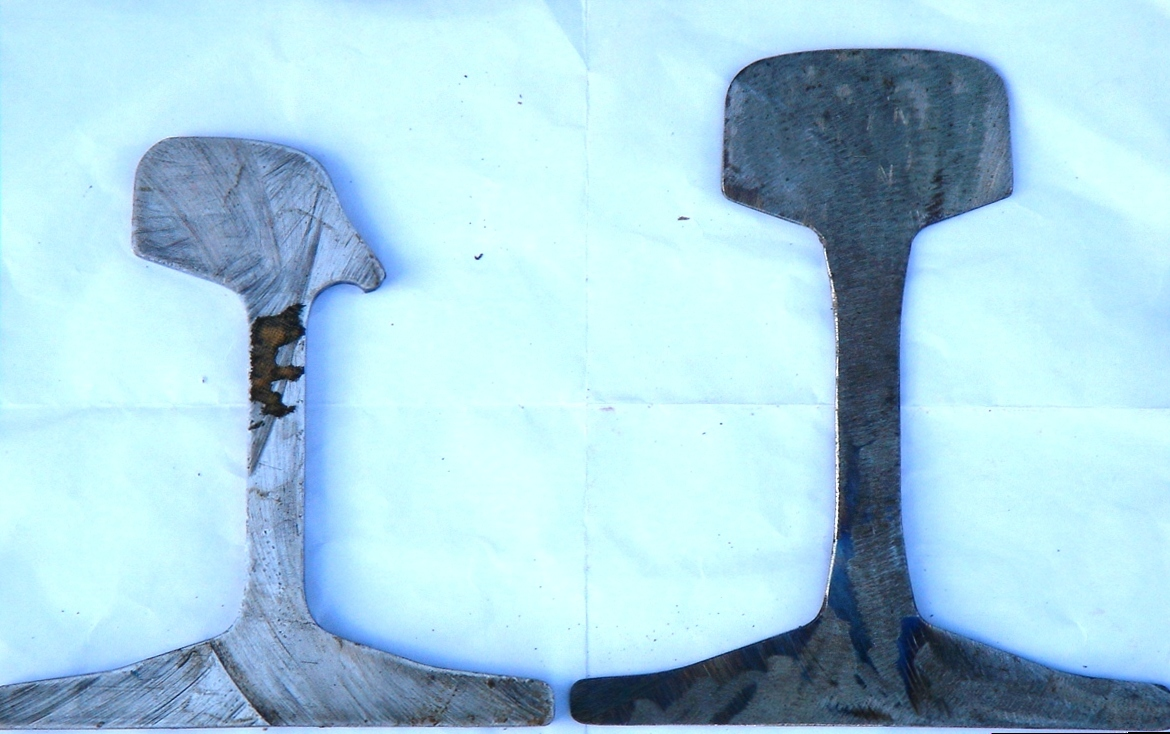
دو پروفیل ریلی متداول: یک پروفیل 50 کیلوگرمی در مترمربع که به شدت فرسوده شده است و یک پروفیل جدید 60 کیلوگرم در متر

وزن ریل در هر طول یک عامل مهم در تعیین استحکام ریل و در نتیجه بار محوری و سرعت است.
وزن  بر حسب پوند در یارد ( واحدهای امپراتوری در کانادا، بریتانیا و ایالات متحده استفاده می شود) یا کیلوگرم بر متر (واحدهای متریک در استرالیا و سرزمین اصلی اروپا استفاده می شود ) اندازه گیری می شود. به عنوان یک کیلوگرم تقریبا 2.2 پوند است و یک متر تقریباً 1.1 یارد است، رقم پوند در هر یارد تقریباً دو برابر عدد کیلوگرم در متر است. (به طور خاص 1 کیلوگرم بر متر برابر 2.0159 پوند بر یارد است )
معمولاً در اصطلاحات ریلی پوند معنایی برای عبارت پوند در یارد است و از این رو ریل 132 پوندی به معنای ریل 132 پوند در هر یارد  است.

### اروپا
ریل‌ها در تعداد انبوه و اندازه های مختلف تولید میشود. بعضی از اندازه های رایج ریل‌های اروپایی عبارتند از :
| - ۴۰ کیلوگرم بر متر (۸۱ پوند بر یارد) - ۵۰ کیلوگرم بر متر (۱۰۱ پوند بر یارد) - ۵۴ کیلوگرم بر متر (۱۰۹ پوند بر یارد) |  | - ۵۶ کیلوگرم بر متر (۱۱۳ پوند بر یارد) - ۶۰ کیلوگرم بر متر (۱۲۱ پوند بر یارد) |  |

در کشورهای اتحاد جماهیر شوروی سابق ریل 65 کیلوگرم بر متری (131 پوند بر یارد) و ریل 75 کیلوگرم بر متری (151 پوند بر یارد) (از نظر حرارتی سخت نشده) رایج است. از نظر حرارتی سخت شده ریل 75 کیلوگرم بر متر (151 پوند بر یارد)   همچنین در راه آهن های سنگین مانند خط اصلی بایکال-آمور  استفاده قرار می شوند، اما ثابت کرده اند که  عملکرد ضعیفی دارند و عمدتاً به نفع ریل  ریل 65 کیلوگرم بر متری (131 پوند بر یارد) کنار گذاشته شدند. 

### آمریکای شمالی

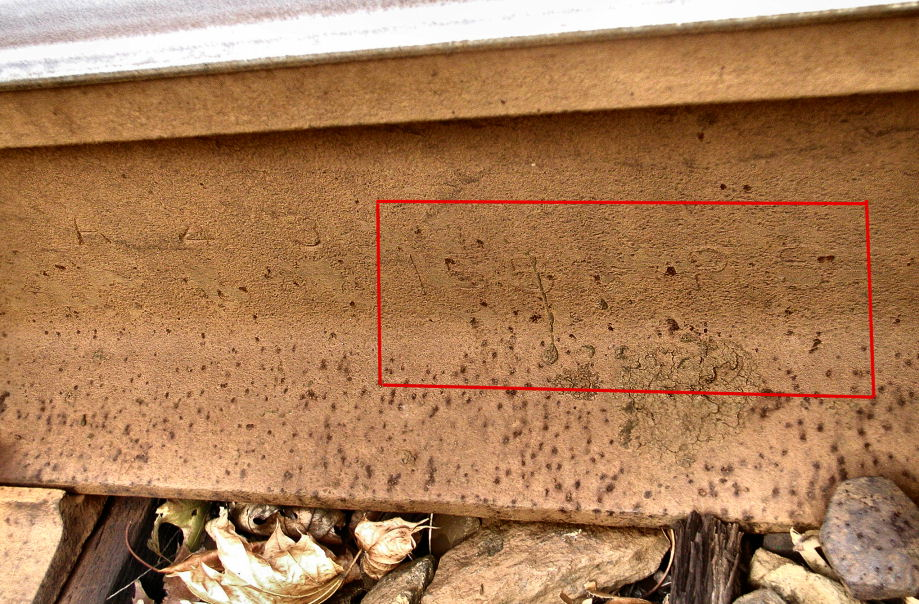
علامت وزن "155 PS" روی یک قطعه مفصلی 155 lb/yd ریل «پنسیلوانیا ویژه»، سنگین‌ترین درجه ریلی که تا کنون تولید انبوه شده است.

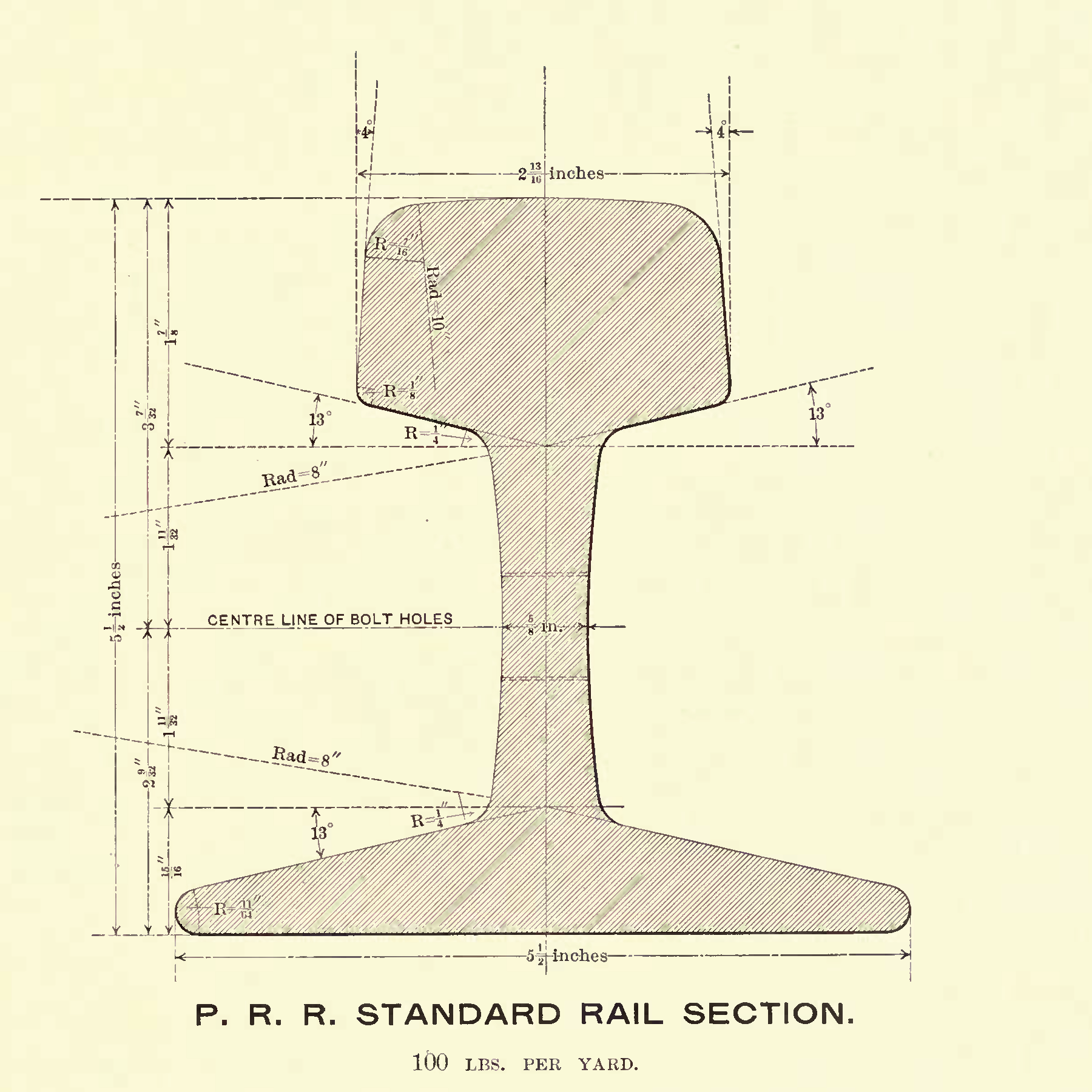
نقشه مقطعی که اندازه گیری ها را در واحد امپراتوری برای 100 lb/yd ریل مورد استفاده در ایالات متحده، ج. دهه 1890

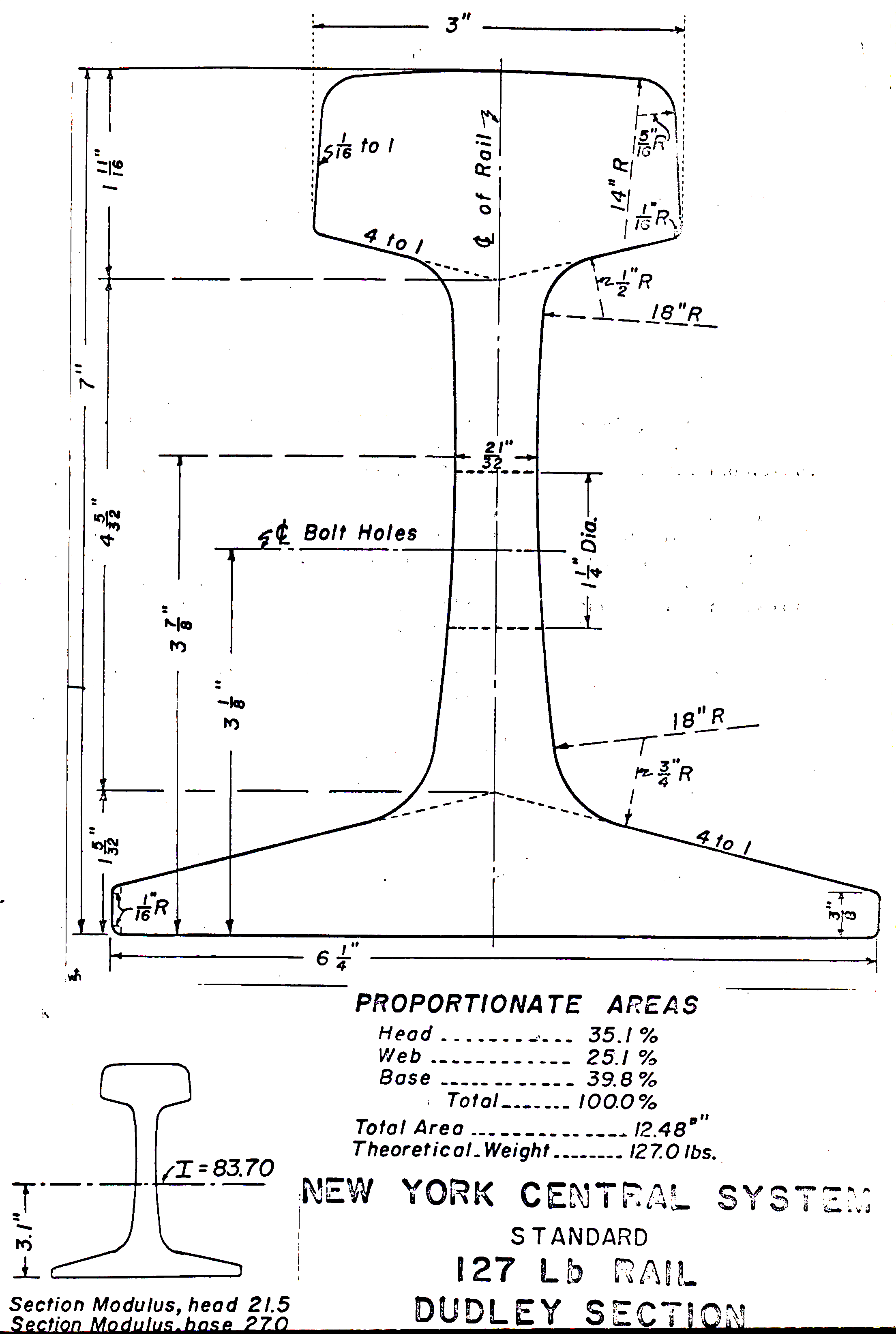
سیستم مرکزی نیویورک دادلی 127 lb/yd مقطع ریل

انجمن مهندسین عمران آمریکا (یا ASCE) پروفیل های ریلی را در سال 1893 برای ۵ پوند بر یارد (۲٫۵ کیلوگرم بر متر) از ۴۰ تا ۱۰۰ پوند بر یارد (۱۹٫۸ تا ۴۹٫۶ کیلوگرم بر متر) مشخص کرد. ارتفاع ریل برابر با عرض پا به ازای هر وزنه ریل T- شکل ASCE است. و برای پروفیل ها نسبت ثابتی از وزن در سر، تار و پا را به ترتیب 42%، 21% و 37% مشخص کردند. ASCE پروفایل 90 پوند بر یارد (44.6 کیلوگرم بر متر)را کافی دانست اما وزن‌های سنگین‌تر رضایت‌بخش‌تر بودند. در سال 1909، انجمن راه آهن آمریکا (یا ARA) پروفیل های استاندارد را برای ۱۰ پوند بر یارد (۴٫۹۶ کیلوگرم بر متر) از ۶۰ تا ۱۰۰ پوند بر یارد (۲۹٫۸ تا ۴۹٫۶ کیلوگرم بر متر) مشخص کرد . انجمن مهندسی راه آهن آمریکا (یا AREA) پروفیل های استاندارد را برای ۱۰۰ پوند بر یارد (۴۹٫۶ کیلوگرم بر متر) ، ۱۱۰ پوند بر یارد (۵۴٫۶ کیلوگرم بر متر) و ۱۲۰ پوند بر یارد (۵۹٫۵ کیلوگرم بر متر)  در سال 1919،  ۱۳۰ پوند بر یارد (۶۴٫۵ کیلوگرم بر متر) و ۱۴۰ پوند بر یارد (۶۹٫۴ کیلوگرم بر متر)  در سال 1920 و ۱۵۰ پوند بر یارد (۷۴٫۴ کیلوگرم بر متر)  در سال 1924 مشخص کرد. هدف افزایش نسبت ارتفاع ریل به عرض پا و تقویت وب بود. معایب پای باریکتر با استفاده از صفحات ریل بند برطرف شد. توصیه‌های AREA وزن نسبی سر ریل را به 36 درصد کاهش داد، در حالی که پروفیل‌های جایگزین وزن ریل را به 33 درصد در ریل‌های سنگین‌تر کاهش دادند. همچنین  بر بهبود شعاع فیله برای کاهش تمرکز تنش در محل اتصال وب با سر متمرکز شد. AREA پروفایل 90 پوند بر یارد (44.6 کیلوگرم بر متر)  ARA را پشنهاد کرد.  ریل های قدیمی ASCE با وزن سبک تر همچنان مورد استفاده قرار می گیرند و تقاضای محدود برای ریل سبک را برای چند دهه برآورده می کنند. AREA در سال 1997 به انجمن مهندسی راه آهن و تعمیر و نگهداری راه آهن آمریکا ادغام شد. در اواسط قرن بیستم، بیشتر تولیدات ریلی متوسط سنگین  ( ۱۱۲ تا ۱۱۹ پوند بر یارد (۵۵٫۶ تا ۵۹٫۰ کیلوگرم بر متر) ) و سنگین ( ۱۲۷ تا ۱۴۰ پوند بر یارد (۶۳٫۰ تا ۶۹٫۴ کیلوگرم بر متر) )بود. سایزهای زیر ۱۰۰ پوند بر یارد (۴۹٫۶ کیلوگرم بر متر) ریل معمولاً برای بارهای سبک تر، مسیرهای کم مصرف یا راه آهن سبک است . با استفاده از ۱۰۰ تا ۱۲۰ پوند بر یارد (۴۹٫۶ تا ۵۹٫۵ کیلوگرم بر متر) ریل برای خطوط انشعاب باری با سرعت کمتر یا حمل و نقل سریع است (به عنوان مثال، بیشتر مسیر سیستم مترو شهر نیویورک ۱۰۰ پوند بر یارد (۴۹٫۶ کیلوگرم بر متر) است). مسیر خط اصلی معمولا با ۱۳۰ پوند بر یارد (۶۴٫۵ کیلوگرم بر متر) ریل یا سنگین تر ساخته میشود. برخی از اندازه های رایج ریل در آمریکای شمالی عبارتند از: 
| - ۷۵ پوند بر یارد (۳۷٫۲ کیلوگرم بر متر) (ASCE) - ۸۰ پوند بر یارد (۳۹٫۷ کیلوگرم بر متر) (Dudley) New York Central Railroad - ۸۵ پوند بر یارد (۴۲٫۲ کیلوگرم بر متر) (ASCE) - ۹۰ پوند بر یارد (۴۴٫۶ کیلوگرم بر متر) (ARA) - ۱۰۰ پوند بر یارد (۴۹٫۶ کیلوگرم بر متر) (AREA) - ۱۰۵ پوند بر یارد (۵۲٫۱ کیلوگرم بر متر) (Dudley) New York Central Railroad - ۱۱۲ پوند بر یارد (۵۵٫۶ کیلوگرم بر متر) (KCSC) - ۱۱۵ پوند بر یارد (۵۷٫۰ کیلوگرم بر متر) (AREA) - ۱۱۹ پوند بر یارد (۵۹٫۰ کیلوگرم بر متر) Colorado Fuel and Iron |  | - ۱۲۷ پوند بر یارد (۶۳٫۰ کیلوگرم بر متر) (Dudley) New York Central Railroad - ۱۳۲ پوند بر یارد (۶۵٫۵ کیلوگرم بر متر) (AREA) - ۱۳۳ پوند بر یارد (۶۶٫۰ کیلوگرم بر متر) (AREA) - ۱۳۶ پوند بر یارد (۶۷٫۵ کیلوگرم بر متر) Colorado Fuel and Iron - ۱۴۰ پوند بر یارد (۶۹٫۴ کیلوگرم بر متر) (AREA) - ۱۴۱ پوند بر یارد (۶۹٫۹ کیلوگرم بر متر) (produced by Nippon (Japan)) - ۱۵۵ پوند بر یارد (۷۶٫۹ کیلوگرم بر متر) (no longer in production) Pennsylvania Railroad |

#### ریل جرثقیل آمریکای شمالی
بعضی از اندازه های رایج ریل‌ها در آمریکای شمالی عبارتند از:
| - ۱۲ پوند بر یارد (۵٫۹۵ کیلوگرم بر متر) - ۲۰ پوند بر یارد (۹٫۹ کیلوگرم بر متر) - ۲۵ پوند بر یارد (۱۲٫۴ کیلوگرم بر متر) - ۳۰ پوند بر یارد (۱۴٫۹ کیلوگرم بر متر) - ۴۰ پوند بر یارد (۱۹٫۸ کیلوگرم بر متر) |  | - ۶۰ پوند بر یارد (۲۹٫۸ کیلوگرم بر متر) - ۸۰ پوند بر یارد (۳۹٫۷ کیلوگرم بر متر) - ۸۵ پوند بر یارد (۴۲٫۲ کیلوگرم بر متر) - ۱۰۴ پوند بر یارد (۵۱٫۶ کیلوگرم بر متر) |  | - ۱۰۵ پوند بر یارد (۵۲٫۱ کیلوگرم بر متر) - ۱۳۵ پوند بر یارد (۶۷ کیلوگرم بر متر) - ۱۷۱ پوند بر یارد (۸۴٫۸ کیلوگرم بر متر) - ۱۷۵ پوند بر یارد (۸۶٫۸ کیلوگرم بر متر) |

### استرالیا
بعضی از اندازه های رایج ریل‌های استرالیایی عبارتند از:
| - ۳۰ کیلوگرم بر متر (۶۰٫۵ پوند بر یارد) - ۳۶ کیلوگرم بر متر (۷۲٫۶ پوند بر یارد) - ۴۰ کیلوگرم بر متر (۸۰٫۶ پوند بر یارد) - ۴۷ کیلوگرم بر متر (۹۴٫۷ پوند بر یارد) |  | - ۵۰ کیلوگرم بر متر (۱۰۰٫۸ پوند بر یارد) - ۵۳ کیلوگرم بر متر (۱۰۶٫۸ پوند بر یارد) - ۶۰ کیلوگرم بر متر (۱۲۱٫۰ پوند بر یارد) - ۶۸ کیلوگرم بر متر (۱۳۷٫۱ پوند بر یارد) |

- 50کیلوگرم بر متر و 60‌ کیلوگرم بر متر استاندارد فعلی است، اگرچه برخی از اندازه های دیگر هنوز تولید می شوند. [۴]
- برخی از اندازه های آمریکایی در راه آهن سنگ آهن شمال غربی استرالیا استفاده می شود.

## تاریخ

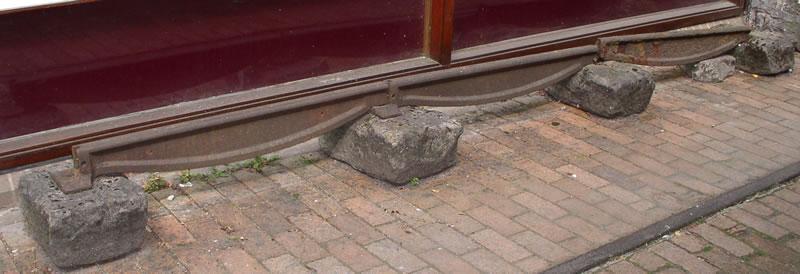
ریل‌های لبه شکم ماهی روی بلوک‌های سنگی در راه‌آهن کرامفورد و High Peak قرار گرفته‌اند.

مقاطع عرضی ریل های اولیه

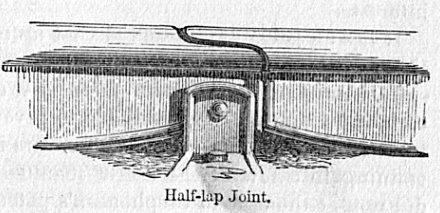
ریل شکم ماهی با اختراع استفنسون در سال 1816 به ثبت رسید.

ریل‌های اولیه چوبی در واگن‌های اسبی مورد استفاده قرار می‌گرفتند، ،  اما از دهه 1760 از ریل‌های آهنی استفاده می‌شد که شامل نوارهای نازکی از چدن بود که روی ریل‌های چوبی ثابت می‌شد.  این ریل ها برای حمل بارهای سنگین بسیار شکننده بودند، اما چون هزینه ساخت اولیه کمتر بود، بعضی وقت ها از این روش برای ساخت سریع یک خط ریلی ارزان استفاده می شد. گاهی اوقات ریل های تسمه ای از پایه چوبی جدا می شدند و به کف واگن های بالا می رفتند و چیزی را ایجاد می کردند که از آن به عنوان "سر مار" یاد می شود. با این حال، هزینه های طولانی مدت مربوط به تعمیر و نگهداری مانع از باقی ماندن این نوع ریل ها شد.  
این ریل ها توسط ریل های چدنی که فلنج شده بودند (یعنی به شکل L) و چرخ‌های واگن صاف جایگزین شدند . یکی از طرفداران اولیه این طراحی، بنجامین اوترام بود . شریک او ویلیام جسوپ در سال 1789 استفاده از "ریل های لبه " را ترجیح داد که در آن چرخ ها فلنج بودند و به مرور زمان متوجه شد که این ترکیب بهتر عمل می کند.
قدیمی ترین این نوع ریل ها در استفاده عمومی به اصطلاح ریل های چدنی شکم ماهی نام داشتند. ریل های ساخته شده از چدن شکننده بودند و به راحتی می شکستند. آنها را فقط می توان در طول های کوتاه ساخت که به زودی ناهموار می شوند. ثبت اختراع جان بیرکینشاو در سال 1820،  با بهبود تکنیک‌های نورد، آهن فرفورژه را برای ریل های  طولانی‌تر معرفی کرد، جایگزین چدن شد و به رشد انفجاری راه‌آهن در دوره 40-1825 کمک زیادی کرد. سطح مقطع به طور گسترده ای از یک خط به خط دیگر متفاوت بود، اما همانطور که در نمودار نشان داده شده است از سه نوع اصلی بود. مقطع موازی که در سالهای بعد ایجاد شد به عنوان Bullhead نامیده شد.
در همین حال، در ماه مه 1831، اولین ریل T شکل فلنج دار (که T-section نیز نامیده می شود) از بریتانیا وارد آمریکا شد و توسط Camden و Amboy Railroad در خط راه آهن پنسیلوانیا نصب شد. این نوع ریل ها  توسط چارلز ویگنولز در بریتانیا نیز استفاده شده است.
اولین ریل های فولادی در سال 1857 توسط رابرت فارستر موشت ساخته شد که در ایستگاه دربی در انگلستان نصب کرد.  فولاد فلزی بسیار قوی‌تری است که به طور پیوسته جایگزین آهن برای استفاده در خط راه‌آهن می‌شود و اجازه می‌دهد تا ریل‌های طولانی‌تر نورد شود.
انجمن مهندسی راه آهن آمریکا (AREA) و انجمن آمریکایی مواد آزمایش (ASTM) محتوای کربن، منگنز، سیلیکون و فسفر را برای ریل های فولادی مشخص کردند. استحکام کششی با محتوای کربن افزایش می یابد، در حالی که شکل پذیری کاهش می یابد. AREA و ASTM  مقدار 0.55 تا 0.77 درصد کربن در ریل های ۷۰ تا ۹۰ پوند بر یارد (۳۴٫۷ تا ۴۴٫۶ کیلوگرم بر متر) ، 0.67 تا 0.80 درصد در ۹۰ تا ۱۲۰ پوند بر یارد (۴۴٫۶ تا ۵۹٫۵ کیلوگرم بر متر)  و 0.69 تا 0.82 درصد برای ریل های سنگین تر مشخص کردند. منگنز استحکام و مقاومت در برابر سایش را افزایش می دهد. AREA و ASTM مقدار 0.6 تا 0.9 درصد منگنز را در ریل های 70 تا 90  پوند و 0.7 تا 1 درصد در ریل های سنگین تر مشخص کردند. سیلیکون ترجیحاً توسط اکسیژن اکسید می شود و برای کاهش تشکیل اکسیدهای فلزی  در فرآیندهای نورد ریلی و ریخته گری به آن اضافه می شود.  AREA و ASTM مقدار 0.1 تا 0.23 درصد سیلیکون را مشخص کردند. فسفر و گوگرد ناخالصی هایی هستند که باعث شکننده شدن ریل با کاهش مقاومت در برابر ضربه می شوند. AREA و ASTM حداکثر غلظت فسفر را 0.04 درصد تعیین کردند. 
استفاده از جوش به جای اتصالات در حدود دهه 1940 آغاز شد و در دهه 1960 گسترده شد.

## انواع

### ریل بند

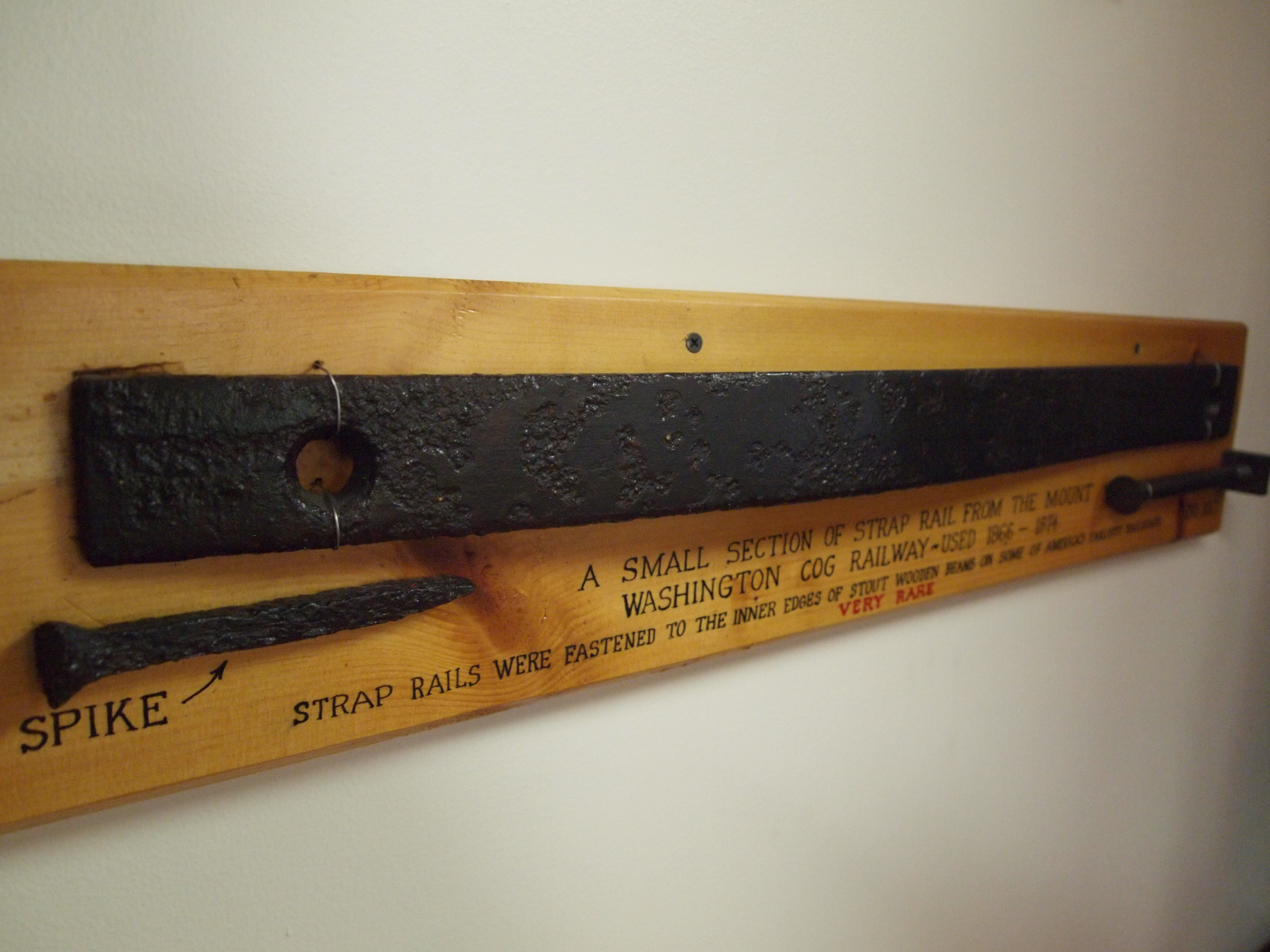
ریل تسمه و سنبله

اولین ریل ها ب از چوب بودند. برای مقاومت در برابر سایش، یک بند آهنی نازک در بالای ریل چوبی گذاشته می شد. این باعث صرفه جویی در پول می شد زیرا چوب ارزان تر از فلز بود. این سیستم دارای این نقص بود که هر چند وقت یکبار عبور چرخ ها در قطار باعث می شد که بند از چوب جدا شود. این مشکل اولین بار توسط ریچارد ترویتیک در سال 1802 گزارش شد. استفاده از ریل های تسمه ای در ایالات متحده (به عنوان مثال در راه آهن آلبانی و شنکتادی در  سال 1837) منجر به تهدید مسافران توسط "سرهای مار" در هنگام خم شدن تسمه ها و نفوذ به واگن ها شد. 

### ریل صفحه ای
ریل صفحه ای نوع اولیه ریل بود و دارای مقطع L بود که در آن فلنج یک چرخ بدون فلنج را روی مسیر نگه می داشت. ریل فلنج دار در دهه 1950 احیای جزئی به خود دید، به عنوان میله های راهنما ،  متروی پاریس (مترو لاستیکی یا مترو سور پنئوس فرانسوی) و اخیراً به عنوان اتوبوس هدایت شده استفاده شده است  اتوبوس‌ها بر روی چرخ‌های معمولی جاده با چرخ‌های راهنما نصب‌شده در کناره حرکت می‌کنند تا در برابر فلنج‌ها حرکت کنند. اتوبوس‌ها به‌طور معمول هنگام خارج شدن از ایستگاه اتوبوس هدایت می‌شوند، مشابه واگن‌های قرن هجدهم که می‌توان آن‌ها را قبل از پیوستن به مسیر برای مسافت طولانی‌تر در اطراف چاله‌ها مانور داد.

### ریل پل

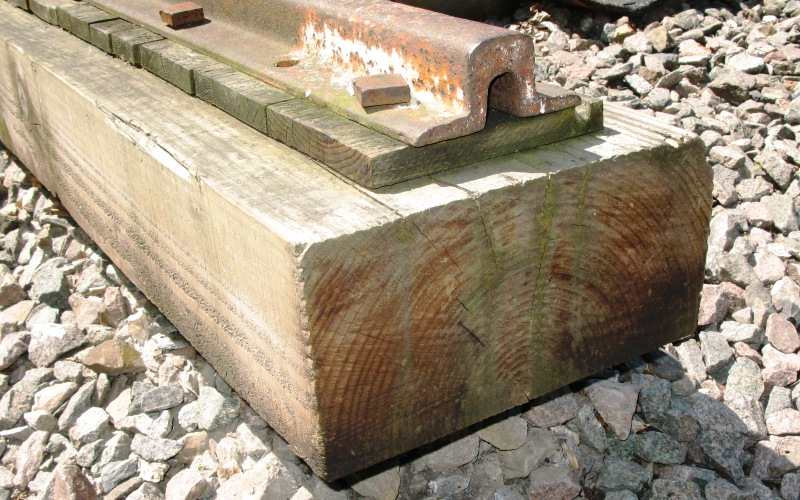
یک مقطع از طریق غربی راه آهن بزرگ را جاده رد کردن ، ساخته شده با راه آهن پل

ریل پلی ، ریلی با مشخصات U معکوس است. شکل ساده آن برای ساخت آسان است و قبل از اینکه پروفیل های پیچیده تر  ارزان شوند تا به صورت تولید انبوه  ساخته شوند، به طور گسترده مورد استفاده قرار می گرفت. این ریل که توسط آیزام کینگدام برونل طراحی شده است به ویژه در راه آهن بزرگ غربی 7 ft 1⁄4 in (۲٬۱۴۰ mm) در جاده بالک مورد استفاده شد .

### ریل بارلو

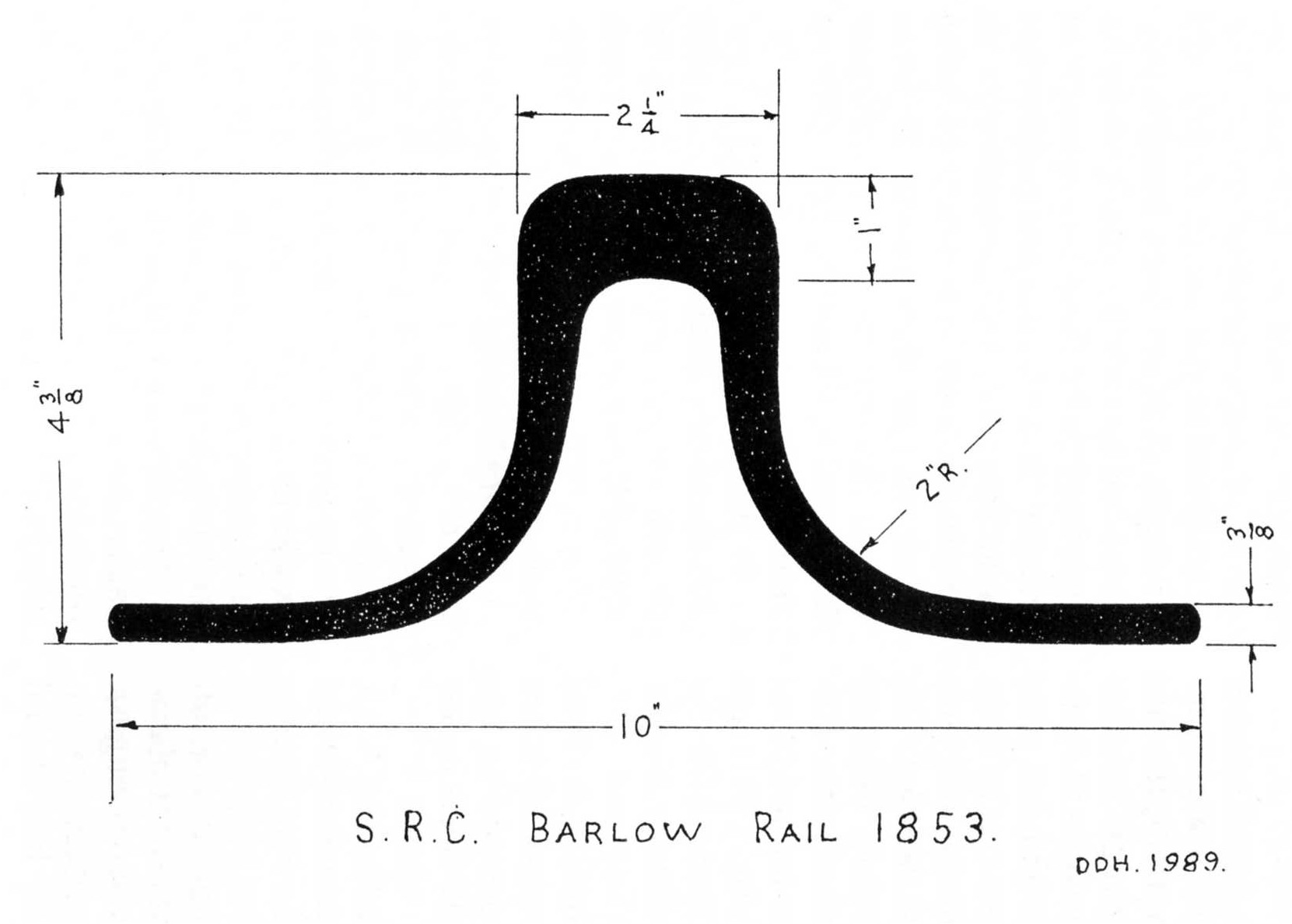
مقطع ریل بارلو که توسط شرکت راه آهن سیدنی استفاده می شود

ریل بارلو توسط ویلیام هنری بارلو در سال 1849 اختراع شد. به گونه ای طراحی شده بود که مستقیماً روی بالاست قرار گیرد ، اما فقدان تراورس (ریل بند) نگه داشتن آن را در اندازه ریل دشوار می کرد.

### ریل کف تخت

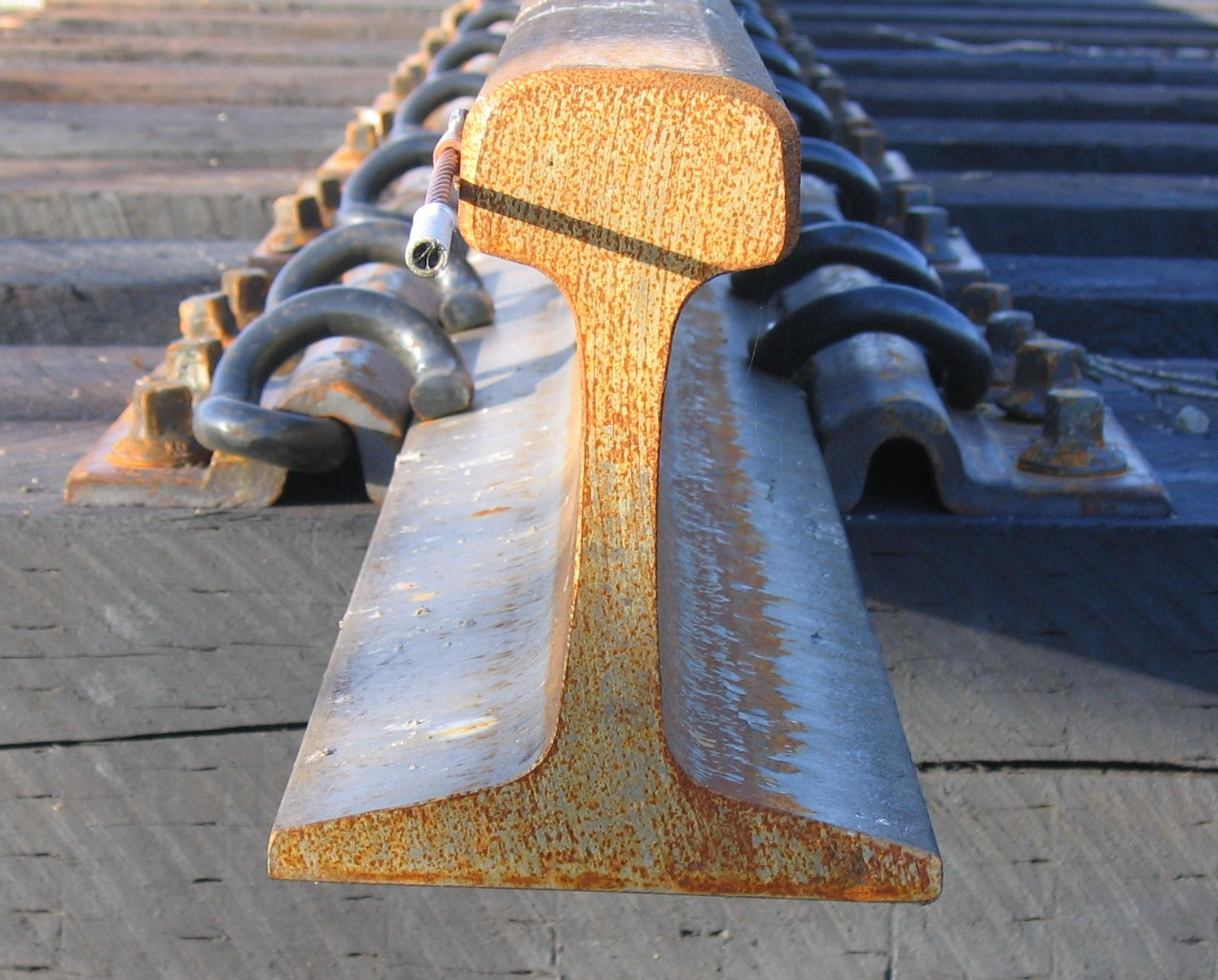
مقطع ریل جدید کف مسطح

ریل ته صاف ریلی پر استفاده در سراسر جهان است.

#### ریل T فلنج دار
ریل T شکل فلنج دار (که T-section نیز نامیده می شود) نام ریلی ته صاف است که در آمریکای شمالی استفاده می شود. ریل های چوبی داری نوار آهنی تا سال 1831 در تمام خطوط راه آهن آمریکا استفاده می شد. سرهنگ رابرت ال استیونز ، رئیس راه‌آهن کامدن و آمبوی ، تصور کرد که یک ریل تمام آهنی برای ساخت راه‌آهن مناسب‌تر است. هیچ کارخانه فولادی در آمریکا وجود نداشت که بتواند نوردهای طولانی را انجام دهد، بنابراین او با کشتی به انگلستان رفت که تنها جایی بود که ریل T شکل فلنجی  (که T-section نیز نامیده می شود) می توانست نورد شود. خط راه‌آهن‌ها در بریتانیا از ریل‌های نورد شده از مقاطع دیگر استفاده می‌کردند که توسط آهن‌سازان تولید شده بود.
در می 1831، ریل های 500 مایل اول  ، هر یک  به طول  ۱۵ فوت (۴٫۶ متر)  و وزن ۳۶ پوند بر یارد (۱۷٫۹ کیلوگرم بر متر) ، در فیلادلفیا تحویل داده شدند  و در مسیر قرار گرفتند که اولین استفاده از ریل T شکل فلنجی بود. پس از آن، ریل T شکل فلنج دار در تمام راه آهن های ایالات متحده به کار گرفته شد.
سرهنگ استیونز همچنین سنبله قلاب‌دار را برای اتصال ریل به کراس‌تی (یا ریل بند ) اختراع کرد. امروزه، سنبله پیچ به طور گسترده ای به جای سنبله قلاب شده استفاده می شود.

#### ریل ویگنول

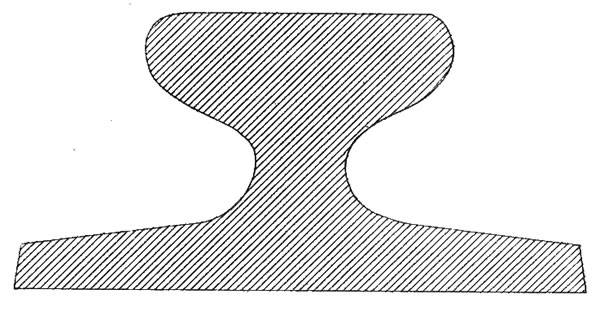
ریل ویگنولز برای راه‌آهن لندن و کرویدون در سال 1839 استفاده شد

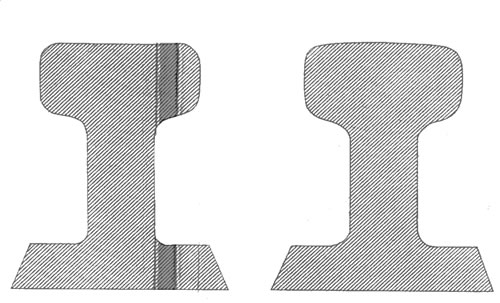
راه‌آهن Vignoles که برای راه‌آهن بیرمنگام و گلاستر در سال 1840 استفاده شد

ریل ویگنولز نام معروف ریل ته صاف است که مهندس چارلز ویگنولز آن را به بریتانیا معرفی کرد. چارلز ویگنولز مشاهده کرد که سایش ریل های فرفورژه و صندلی های چدنی روی بلوک های سنگی که رایج ترین سیستم در آن زمان بود، رخ می دهد. در سال 1836 او راه‌آهن کف تخت را برای راه‌آهن لندن و کرویدون توصیه کرد که مهندس مشاور آن بود. ریل اصلی او دارای مقطع کوچکتری نسبت به ریل استیونز بود، با پایه عریض تر از ریل مدرن، که با پیچ از طریق پایه بسته می شد. خطوط دیگری که آن ریل را پذیرفتند عبارت بودند از هال و سلبی ، نیوکاسل و نورث شیلد ، و شرکت ناوبری و راه آهن منچستر، بولتون و بوری. 
هنگامی که امکان نگهداری ریل بند های چوبی با کلرید جیوه (فرآیندی به نام کیانیزینگ ) و کرئوزوت فراهم شد ، باعث سواری بسیار آرام تری نسبت به ریل بند های سنگی شد و امکان بستن مستقیم ریل ها با استفاده از گیره ها یا میخ های ریل وجود داشت. استفاده از آنها در سراسر جهان گسترش یافت و ویگنولز نامیده شد.
محل اتصال انتهای دو ریل به یکدیگر ضعیف ترین قسمت یک خط ریلی است. اولین ریل های آهنی توسط یک صفحه ماهی ساده یا میله فلزی که از طریق شبکه ریل پیچ شده بود به هم متصل می شدند. روش های قوی تری برای اتصال دو ریل به یکدیگر توسعه یافته است. هنگامی که فلز کافی در اتصال ریل قرار داده شود، اتصال تقریباً به اندازه بقیه طول ریل استحکام دارد. سر و صدای تولید شده توسط قطارهایی که از روی اتصالات ریلی عبور می کنند،می تواند با جوش دادن بخش های ریلی به یکدیگر حذف شود. ریل جوش داده شده پیوسته حتی در محل اتصالات دارای مشخصات بالایی یکنواخت است.

### ریل دو سر

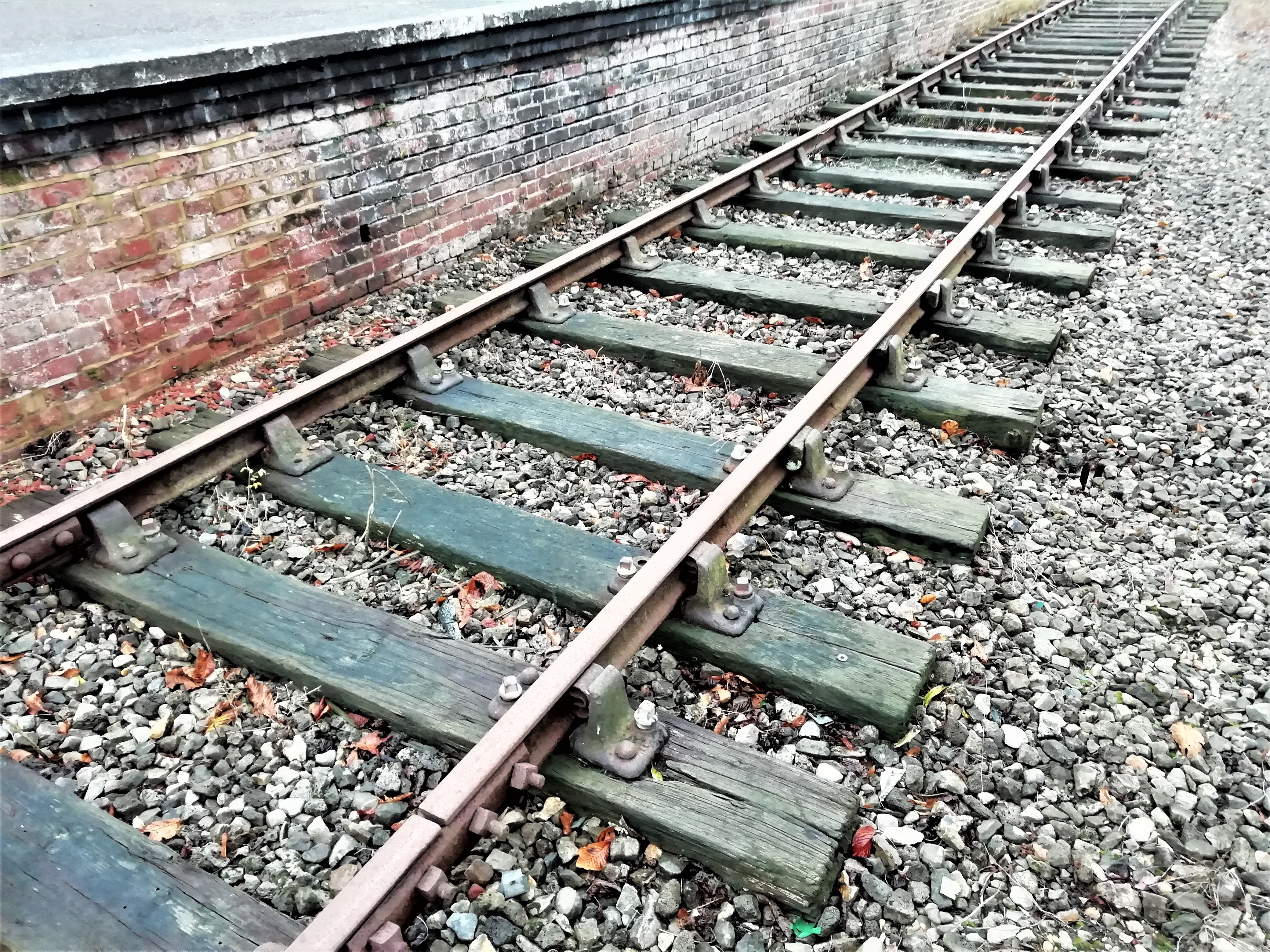
راه آهن دو سر در راه آهن مید نورفولک.

در اواخر دهه 1830 بریتانیا، خطوط راه آهن طیف وسیعی از الگوهای مختلف داشتند. یکی از اولین خطوطی که از ریل دو سر استفاده می‌کرد، راه‌آهن لندن و بیرمنگام بود که برای بهترین طراحی جایزه تعیین کرده بود. این ریل به وسیله صندلی ها نگه داشته می شد و سر و پای ریل نیز نیم رخ می نمود. مزیت فرضی این بود که وقتی سر ساییده شد، می‌توان ریل را برگرداند و دوباره استفاده کرد. در عمل، این شکل از بازیافت چندان موفقیت آمیز نبود، زیرا صندلی باعث ایجاد فرورفتگی در سطح پایینی می شد و ریل دو سر به ریل سر گاو تبدیل شد که در آن سر قابل توجه تر از پا بود.

### ریل سر گاوی
راه آهن سرگاوی استاندارد سیستم راه آهن بریتانیا از اواسط قرن نوزدهم تا اواسط قرن بیستم بود. به عنوان مثال، در سال 1954 از ریل سرگاوی برای ۴۴۹ مایل (۷۲۳ کیلومتر)  و ریل کف مسطح برای ۹۲۳ مایل (۱٬۴۸۵ کیلومتر) در مسیر جدید استفاده شد.  یکی از اولین استانداردهای بریتانیا ، BS 9، برای راه آهن سرگاوی بود - در ابتدا در سال 1905 منتشر شد و در سال 1924 تجدید نظر شد. ریل های تولید شده بر اساس استاندارد 1905 به عنوان "OBS" (اصلی) و ریل هایی که مطابق با استاندارد 1924 ساخته شده اند به عنوان "RBS" (تجدیدنظر شده) نامیده می شوند. 
ریل سر گاوی شبیه ریل دو سر است با این تفاوت که نیم رخ سر ریل با پا یکسان نیست. ریل سر گاوی از ریل دو سر شکل گرفت، اما به دلیل اینکه مشخصات متقارن نداشت، هرگز نمی‌توان آن را برگرداند و از پا به عنوان سر استفاده کرد. بنابراین، از آنجایی که ریل دیگر مزیت اصلی استفاده مجدد را نداشت، روش بسیار گرانی برای ریل گذاری بود. صندلی‌های چدنی سنگین برای نگه‌داشتن ریل مورد نیاز بود، که در صندلی‌ها با گوه‌های چوبی (که بعداً فولادی) یا «کلید»هایی که نیاز به توجه منظم داشت، محکم می‌شد.
راه‌آهن سر گایو در حال حاضر تقریباً به طور کامل با راه‌آهن با کف مسطح در راه‌آهن‌های بریتانیا جایگزین شده است، اگرچه در برخی از خطوط فرعی یا انشعابات در سیستم ریلی ملی باقی مانده است. همچنین به دلیل تمایل به حفظ ظاهر تاریخی و استفاده مجدد از اجزای مسیر قدیمی از خطوط اصلی، می‌توان آن را در راه‌آهن‌های میراثی یافت. متروی لندن پس از توقف تدریجی ریل سرگاوی در سایر نقاط بریتانیا به استفاده از ادامه داد، اما در چند سال اخیر تلاش های هماهنگی برای تبدیل مسیر آن به ریل با کف مسطح صورت گرفته است.  با این حال، فرآیند جایگزینی مسیر در تونل ها به دلیل عدم امکان استفاده از کارخانه و ماشین آلات سنگین، روند کندی دارد.

### ریل شیاردار

تفاوت در شکل و مشخصات چرخ و ریل قطار (چپ، آبی) و تراموا (راست، سبز). فلنج چرخ راه آهن را ببینید

در جایی که ریل در سطح جاده (روسازی) یا داخل سطوح چمن‌کاری شده قرار می‌گیرد، باید محل قرارگیری فلنج وجود داشته باشد. این توسط شکافی به نام فلنج‌وی ارائه می شود. ریل پس از آن به عنوان ریل شیاردار، ریل شیار، یا ریل شاهین ترازو شناخته شده است. فلنج دارای سر راه آهن در یک طرف و محافظ در طرف دیگر است. محافظ وزنی ندارد، اما ممکن است به عنوان یک چکمه عمل کند.

ریل شیاردار در سال 1852 توسط آلفونس لوبات ، مخترع فرانسوی که پیشرفت هایی را در تجهیزات تراموا و راه آهن ایجاد کرد و به توسعه خطوط تراموا در شهر نیویورک و پاریس کمک کرد، اختراع شد.  اختراع ریل شیاردار باعث شد تا ترامواها بدون ایجاد مزاحمت برای سایر کاربران جاده، به جز دوچرخه سواران ناآگاه که می توانند چرخ های خود را در شیار گیر بدهند، راه اندازی شوند. شیارها ممکن است پر از شن و خاک شوند (مخصوصاً اگر به ندرت استفاده شوند یا پس از مدتی بیکاری) و هر از گاهی نیاز به پاکسازی داشته باشند، این کار توسط یک تراموا "اسکرابر" انجام می شود. عدم پاک کردن شیارها می تواند منجر به سواری ناهموار برای مسافران، آسیب به چرخ یا ریل و احتمالاً خارج شدن از ریل شود.

#### نرده محافظ تیر
شکل سنتی ریل شیاردار، بخش محافظ تیر است که در سمت چپ نشان داده شده است. این ریل شکل اصلاح شده ریل فلنجی است و برای انتقال وزن و تثبیت گیج نیاز به نصب خاصی دارد. اگر وزن توسط زیرسطح جاده حمل شود، برای حفظ گیج به اتصالات فولادی در فواصل منظم نیاز است. نصب این اتصالات به این معنی است که کل سطح نیاز به حفاری و بازیابی دارد.

#### بلوک راه آهن
بلوک ریل پروفیل پایین تر از نرده محافظ تیر است که تار آن حذف شده است. در پروفیل بیشتر شبیه به شکل جامد ریل پل است که یک فلنج و حفاظ اضافه شده است. به سادگی برداشتن تار و ترکیب قسمت سر به طور مستقیم با قسمت پا باعث ایجاد ریل ضعیف می شود، بنابراین ضخامت بیشتری در قسمت ترکیبی مورد نیاز است. 
یک ریل بلوک مدرن با کاهش بیشتر جرم، ریل LR55 است  که از پلی یورتان در یک تیر بتنی پیش ساخته تزریق شده است. می توان آن را در شیارهای ترانشه برش داده شده در بستر جاده آسفالت موجود برای راه آهن سبک (تراموا) قرار داد. 

## طول ریل
ریل ها باید تا حد امکان طولانی ساخته شوند زیرا اتصالات بین طول ریل ضعیف هستند. با بهبود فرآیندهای تولید، طول ریل افزایش یافته است. ریل های بلند منعطف هستند و هیچ مشکلی برای دور زدن منحنی ها ندارند.ریل 130 متری ، که طولانی ترین خط ریلی جهان در یک قطعه خواهد بود، در URM، کارخانه فولاد بهلای در 29 نوامبر 2016 نورد شد. 
- (به ترتیب تاریخ سپس طول)
- 1825 ۱۵ فوت (۴٫۶ متر) راه آهن استاکتون و دارلینگتون ۵٫۶ پوند بر یارد (۲٫۷۸ کیلوگرم بر متر) - رجوع کنید به: S&DR
- 1830 ۱۵ فوت (۴٫۶ متر) لیورپول و راه آهن منچستر ۳۵ پوند بر یارد (۱۷٫۴ کیلوگرم بر متر) ریل شکم ماهی
- 1850 ۳۹ فوت (۱۱٫۹ متر) ایالات متحده (برای واگن های باز ۴۰ فوت (۱۲٫۱۹ متر) )
- 1895 ۶۰ فوت (۱۸٫۳ متر) راه آهن لندن و شمال غرب (بریتانیا) (چهار برابر ۱۵ فوت (۴٫۵۷ متر) و دو برابر ۳۰ فوت (۹٫۱۴ متر) )
- 2003 ۲۱۶ متر (۷۰۹ فوت) (Railtrack (UK) Rail Delivery Train) [۱۳]
- 2010 ۲۶۰ متر (۸۵۰ فوت) کارخانه فولاد Bhilai (چهار برابر ۶۵ متر (۲۱۳٫۲۵ فوت) و دو برابر ۱۳۰ متر (۴۲۶٫۵۱ فوت) ) [۱۲]

جوشکاری ریل برای طول های بلندتر برای اولین بار در  سال 1893 معرفی شد. جوشکاری را می توان در محل نصب یا در محل نصب انجام داد.
- 1895 هانس گلدشمیت ، جوشکاری ترمیت . [۱۴]
- 1935 چارلز کادول ، جوشکاری ترمیت غیر آهنی

## چرخ های مخروطی یا استوانه ای
مدت‌هاست که تشخیص داده شده است که چرخ‌ها و ریل‌های مخروطی شکل که به یک میزان شیب دارند، از چرخ‌های استوانه‌ای و ریل‌های عمودی منحنی‌ها را بهتر طی می‌کنند. چند راه آهن مانند راه آهن کوئینزلند برای مدت طولانی چرخ های استوانه ای داشتند تا اینکه ترافیک سنگین تر باعث تغییر شد.  آج‌های چرخ استوانه‌ای باید روی منحنی‌های مسیر "لغزش" داشته باشند، بنابراین کشش و سایش ریل و چرخ را افزایش دهید. در مسیر بسیار مستقیم، آج چرخ استوانه ای آزادانه تر می چرخد و "شکار" نمی کند. گیج کمی باریک شده و فیله های فلنج از ساییدگی فلنج ها روی ریل ها جلوگیری می کند.  همانطور که آج فرسوده می شود، به آج استوانه ای ناهموار نزدیک می شود، در این زمان چرخ بر روی یک تراش چرخ ،چرخ می شود یا تعویض می شود.

## تولید کنندگان
ریل ها از فولاد با کیفیت بالا ساخته می شوند و در مقایسه با دیگر انواع فولاد در مقادیر زیاد تولید نمی شوند و بنابراین تعداد تولید کنندگان در هر کشوری محدود است.
- British Steel, UK [۱۶]
- Arrium, Whyalla, Australia formerly OneSteel
- Evraz, Pueblo, Colorado, United States
- ArcelorMittal Steelton, United States
- ArcelorMittal Ostrava, Czech Republic
- ArcelorMittal Gijón, Spain[۱۷]
- ArcelorMittal Huta Katowice, Poland
- ArcelorMittal Huta Kościuszko - former Huta Królewska, Poland
- ArcelorMittal Rodange, Luxembourg
- Steel Dynamics, United States
- Nippon Steel & Sumitomo Metal, Japan
- JFE Steel, Japan
- Evraz, Russia
- Kardemir, Turkey
- Steel Authority of India, India
- Metinvest, Ukraine
- Voestalpine, Austria
- AFERPI - ex Lucchini, Italy

### تولید کنندگان منحل شده
* آهن و فولاد استرالیا، استرالیا
- فولاد بیت لحم، ایالات متحده
- شرکت فولاد آلگوما، کانادا
- شرکت فولاد سیدنی، کانادا
- آهن‌سازی داولیس، ولز
- کارخانه فولاد کالراشی، رومانی
- بارو استیل کار، انگلستان
- فولاد آمریکا (ایندیانا، ایالات متحده آمریکا)
- فولاد آمریکا (آلاباما، ایالات متحده آمریکا)

## استانداردها
- EN 13674-1 - برنامه های راه آهن - مسیر - راه آهن - قسمت 1: ریل های راه آهن Vignole 46 کیلوگرم بر متر و بالاتر

## همچنین ببینید
- Common structural shapes
- Difference between train and tram rails
- Ffestiniog Railway
- Hunting oscillation
- Grooved rail
- History of rail transport
- Iron rails
- Permanent way (history)
- Plateway
- Rail lengths
- Rail Squeal
- Rail Steel Patent[۱۸]
- Rail tracks
- Railway guide rail
- Structural steel
- Tramway track

## لینک های خارجی
- ریل بریتیش استیل، ریل ویگنول، ریل شیاردار و ریل مخصوص (راه آهن سوئیچ و عبور، ریل هادی و ریل چک)
- ریل جرثقیل استیل بریتانیایی، ریل جرثقیل
- کتاب راهنمای ThyssenKrupp، راه آهن Vignoles
- کتابچه راهنمای ThyssenKrupp، راه آهن لایت ویگنولز
- ریل شیاردار ThyssenKrupp
- LR55 Track System جزئیات کامل
- جدول بخش‌های ریل سه راهی آمریکای شمالی (پایین صاف).
- ریل جرثقیل ArcelorMittal
- ردیابی اجزا و مواد
- ریل شیاردار یا تیرآهن
- ریل تیرآهن Wirth
- MRT Track & Services Co., Inc / Krupp، T و ریل های تیر، به پایین بروید.
- حقایق راه آهن ... ساخت و ساز، ایمنی و بیشتر.

الگو:Rail tracks